# Matías Ramón Mella
Matías Ramón Mella (25. veljače 1816. – 4. lipnja 1864.) nacionalni heroj u Dominikanskoj Republici.
Jedan je od najznačajnijih osoba Rata za neovisnost Dominikanske Republike.
S ciljem svrgavanja režima haićanskog diktatora Jean Pierra Boyera osniva zajedno s Juan Pablo Duarteom i Francisco del Rosario Sanchezom tajnu organizaciju La Trinitaria. Nakon što je došao u kontakt s haićanskim oporbenim čelnikom Charlesom Hérardom uspjeli su zajedno srušiti Boyera 1843. godine, ali je odmah potom Hérard zatvara Mella u Port-au-Princeu (Haiti). Međutim, baš u tom gradu izbila je pobuna protiv Hérarda, koji je oslobodio Mella. Mello i njegovi sljedbenici osvajaju Santo Domingo i istočni dio otoka te službeno proglašavaju neovisnost od Haitiju i proglašavaju Dominikansku Republiku u veljači 1844. godine
Godine 1863. kada je već bio vrlo bolestan, služio je kao potpredsjednik Vlade do svoje smrti 4. lipnja 1864. godine. 
Pokopan u mauzoleju, uz Duartea i Sancheza.